# Jayne Clason
Jayne Clason (ur. 14 grudnia 1984) – brytyjska zapaśniczka walcząca w stylu wolnym. Zajęła trzynaste miejsce na mistrzostwach Europy w 2011. Czwarta na igrzyskach Wspólnoty Narodów w 2010. Brązowa medalistka mistrzostw Wspólnoty Narodów w 2009 i 2011 roku.